# Chile az 1964. évi téli olimpiai játékokon
Chile az ausztriai Innsbruckban megrendezett 1964. évi téli olimpiai játékok egyik részt vevő nemzete volt. Az országot az olimpián 1 sportágban 5 sportoló képviselte, akik érmet nem szereztek.

## Alpesisí
Férfi
| Versenyző        | Versenyszám      | Selejtező     | Selejtező     | Selejtező     | Selejtező     | Döntő    | Döntő    | Döntő    | Döntő    | Döntő         | Döntő         |
| Versenyző        | Versenyszám      | 1. futam      | 1. futam      | 2. futam      | 2. futam      | 1. futam | 1. futam | 2. futam | 2. futam | Összesítés    | Összesítés    |
| Versenyző        | Versenyszám      | Idő           | Hely.         | Idő           | Hely.         | Idő      | Hely.    | Idő      | Hely.    | Idő           | Helyezés      |
| ---------------- | ---------------- | ------------- | ------------- | ------------- | ------------- | -------- | -------- | -------- | -------- | ------------- | ------------- |
| Hernán Boher     | Lesiklás         |               |               |               |               |          |          |          |          | 2:41,67       | 58.           |
| Hernán Boher     | Műlesiklás       | nem ért célba | nem ért célba | 1:01,95       | 33.           | kiesett  | kiesett  | kiesett  | kiesett  | kiesett       | kiesett       |
| Hernán Boher     | Óriás-műlesiklás |               |               |               |               |          |          |          |          | 2:09,71       | 44.           |
| Francisco Cortes | Műlesiklás       | 1:04,43       | 52.           | nem ért célba | nem ért célba | kiesett  | kiesett  | kiesett  | kiesett  | kiesett       | kiesett       |
| Francisco Cortes | Óriás-műlesiklás |               |               |               |               |          |          |          |          | 2:22,08       | 66.           |
| Juan Holz        | Lesiklás         |               |               |               |               |          |          |          |          | 4:51,18       | 77.           |
| Juan Holz        | Műlesiklás       | 1:07,56       | 59.*          | 1:04,38       | 38.           | kiesett  | kiesett  | kiesett  | kiesett  | kiesett       | kiesett       |
| Juan Holz        | Óriás-műlesiklás |               |               |               |               |          |          |          |          | nem ért célba | nem ért célba |
| Vicente Vera     | Műlesiklás       | 1:14,82       | 73.           | nem ért célba | nem ért célba | kiesett  | kiesett  | kiesett  | kiesett  | kiesett       | kiesett       |
| Claudio Wernli   | Lesiklás         |               |               |               |               |          |          |          |          | kizárták      | kizárták      |
| Claudio Wernli   | Óriás-műlesiklás |               |               |               |               |          |          |          |          | 2:14,48       | 54.           |

* - egy másik versenyzővel azonos eredményt ért el